# Hrabstwo Boulder

Piramida wieku hrabstwa

Hrabstwo Boulder (ang. Boulder County) to hrabstwo w stanie Kolorado w Stanach Zjednoczonych. Hrabstwo zajmuje powierzchnię 1 946,04 km². Według szacunków United States Census Bureau w roku 2006 liczyło 282 304 mieszkańców. Siedzibą administracyjną hrabstwa jest Boulder.

## Miasta
- Boulder
- Jamestown
- Lafayette
- Longmont
- Louisville
- Lyons
- Nederland
- Superior
- Ward

## CDP
- Altona
- Allenspark
- Bark Ranch
- Bonanza Mountain Estates
- Crisman
- Coal Creek
- Eldora
- Eldorado Springs
- Glendale
- Gold Hill
- Gunbarrel
- Hidden Lake
- Lazy Acres
- Leyner
- Mountain Meadows
- Niwot
- Paragon Estates
- Pine Brook Hill
- St. Ann Highlands
- Seven Hills
- Sugarloaf
- Sunshine
- Tall Timber
- Valmont